# جولي بلانشيت
جولي بلانشيت (ولدت في 9 يناير 1977 في مونتريال ، كيبيك) هي لاعبة رينجيت كندية على مستوى النخبة، كما عملت كمدربة ومديرة فنية. شغلت منصب قائدة لعدة فرق رينجيت، بما في ذلك فريق كندا. تلعب بلانشيت لصالح فريق مونتريال ميشن في الدوري الوطني للرینجیت، وكانت أيضًا عضوًا في المنتخب الوطني الكندي كلاعبة ومدربة.
كانت بلانشيت مدربة مساعدة لفريق كندا لفئة الكبار في بطولة العالم للرینجیت لعام 2022، وستكون المدربة الرئيسية للمنتخب الوطني الكندي لفئة الكبار في بطولة العالم للرینجیت لعام 2023، وذلك كجزء من برنامج خاص لفئة الكبار أُنشاء خصيصًا لهذا الحدث.

## المسيرة الرياضية
بدأت بلانشيت لعب الرینجیت عندما كانت في الرابعة من عمرها. كان شقيقها يمارس هوكي الجليد، فبحث والداها عن رياضة جماعية مناسبة لها، وسجّلاها في النهاية في نادي الرینجیت المحلي في مونتريال. لعبت بلانشيت في جميع المستويات للهواة في مونتريال، ومثّلت فريق كيبيك في بطولة كندا للرینجیت ودورة الألعاب الشتوية الكندية.
لعبت بلانشيت في المستوى شبه الاحترافي للنخبة في رياضة الرینجیت في كندا، ضمن الدوري الوطني للرینجیت، وذلك بدءًا من عام 2003 مع فريق مونتريال ميشن. في عام 2005، لعبت موسمًا مع نادي رينغيت توركو في دوري النخبة للرینجیت في فنلندا، SM Ringette (المعروف سابقًا باسم Ringeten SM-sarja).
كانت بلانشيت عضوًا في المنتخب الوطني الكندي للرینجیت عدة مرات، حيث بدأت مسيرتها كلاعبة ضمن الفريق الوطني الكندي في عام 2004، وشاركت في بطولة العالم للرینجیت 2004 التي أُقيمت في ستوكهولم. كما انضمت مجددًا إلى المنتخب الكندي وشاركت في بطولة العالم للرینجیت 2007 التي أُقيمت في أوتاوا.
كان آخر ظهور لها كلاعبة مع المنتخب الكندي في عام 2010، حيث شاركت مع الفريق الكندي لفئة الكبار في بطولة العالم للرینجیت 2010 التي أُقيمت في تامبيري. في عام 2008، شاركت أيضًا في بطولة العالم للأندية للرینجیت 2008 التي أُقيمت في سو سانت ماري.
شغلت بلانشيت منصب قائدة المنتخب الوطني الكندي للرینجیت وكانت أيضًا قائدة فريق مونتريال ميشن في الدوري الوطني للرینجیت. عملت أيضًا كمدربة في رياضة الرینجیت، حيث كانت مدربة لفريق كندا للناشئين (تحت 19 عامًا) خلال بطولة العالم للرینجیت للناشئين (U19) في عام 2009 في براغ. في سبتمبر 2013، عُينت بلانشيت كمدربة مساعدة للمنتخب الكندي لفئة الكبار في بطولة العالم للرینجیت 2013.

## الإحصاءات

### النادي
| الموسم  | الفريق        | الدوري  |             | الموسم المنتظم | الموسم المنتظم | الموسم المنتظم | الموسم المنتظم | الموسم المنتظم |         | التصفيات  | التصفيات | التصفيات | التصفيات | التصفيات |
| الموسم  | الفريق        | الدوري  | ألعاب اللعب | الأهداف        | المساعدات      | النقاط         | عقوبات         | ألعاب اللعب    | الأهداف | المساعدات | النقاط   | عقوبات   |          |          |
| 2007-08 | مهمة مونتريال | نـمـيـل | 30          | 48             | 78             | 121            | 8              | -أجل           | -أجل    | -أجل      | -أجل     | -أجل     |          |          |
| 2008-09 | مهمة مونتريال | نـمـيـل | 31          | 54             | 80             | 134            | 12             | 3              | 1       | 6         | 7        | 4        |          |          |
| 2009-10 | مهمة مونتريال | نـمـيـل | 31          | 59             | 51             | 110            | 12             | 2              | 2       | 3         | 5        | 4        |          |          |
| 2010-11 | مهمة مونتريال | نـمـيـل | 31          | 61             | 80             | 141            | 12             | 7              | 9       | 14        | 31       | 0        |          |          |
| 2011-12 | مهمة مونتريال | نـمـيـل | 27          | 43             | 64             | 107            | 14             |                |         |           |          |          |          |          |

### المستوى الدولي
| السنة | الحدث                   |     | الألعاب | الأهداف | المساعدات | النقاط | +/- | مذكرات عقوبة                         |  | النتيجة |
| 2004  | بطولة العالم في التنسيق | ن/أ | ن/أ     | ن/أ     | ن/أ       | ن/أ    | ن/أ | الفضة                                |  |         |
| 2007  | بطولة العالم في التنسيق | 4   | 5       | 10      | 15        | -أجل   | 8   | الفضة                                |  |         |
| 2008  | بطولة النادي العالمية   | 5   | 10      | 14      | 24        | -أجل   | 8   | مهمة مونتريال انتهت في المركز الخامس |  |         |
| 2010  | بطولة العالم في التنسيق | 6   | 1       | 8       | 9         | -أجل   | 0   | الفضة                                |  |         |

## الإنجازات
- فازت بالذهب تسعة مرات في بطولة كيبيك البريطانية: 1995 ، 1996 ، 1997 ، 1998 ، 1999 ، 2000 ، 2003 ، 2004 ، و 2005.
- فازت بالذهب في 8 بطولات كندا للطابقات
- فازت الفضة في بطولة كندا للقرنص في عام 2000 في برنس جورج ، كولومبيا البريطانية.
- اُختيرت للفريق الكوني للنجوم في بطولة كندا للنجوم عام 2000.
- فازت بالفضة كلاعب في فريق كندا في بطولة العالم للطائر في عام 2004.
- فازت بالفضة كلاعبة في فريق كندا في بطولة العالم للطائرة في عام 2007.
- فازت بالبرونز كمدربة لفريق كيبيك في ألعاب كندا الشتوية لعام 2007.
- فازت بالفضة كمدربة مساعد للفريق الوطني الكندي للطابق الناشئ في التنادي، U19 Team Canada East، في بطولة العالم للطابقات الناشئة في التنادل (U-19) في أغسطس 2009 في براغ جمهورية التشيك.
- فازت الفضة كلاعبة في فريق كندا في بطولة العالم للقرنصات في عام 2010.
- أفضل مناصب في نادي مونتريال ميسيون وثاني مناصب أفضل في تاريخ دورة رينجيت الوطنية في كندا.
- أفضل مناسق كندي خلال بطولة رينجيت العالمية للنوادي في عام 2008. [2]
- بطل الرقم الأقصى للموسم 2010-11 في الدوري الوطني للقوات المسلحة في كندا مع إحصاءات فردية من 61 هدفًا و 80 مساعدة (لإجمالي 141 نقطة). [3]
- اُختيرت في فريق النجوم خلال بطولة كندا للطائر في 2005 في وينيبغ.
- انتخب لاعبة MVP للموسم 2005-06 وموسم 2008-09 في الدوري الوطني للطائرة.

## المعرض

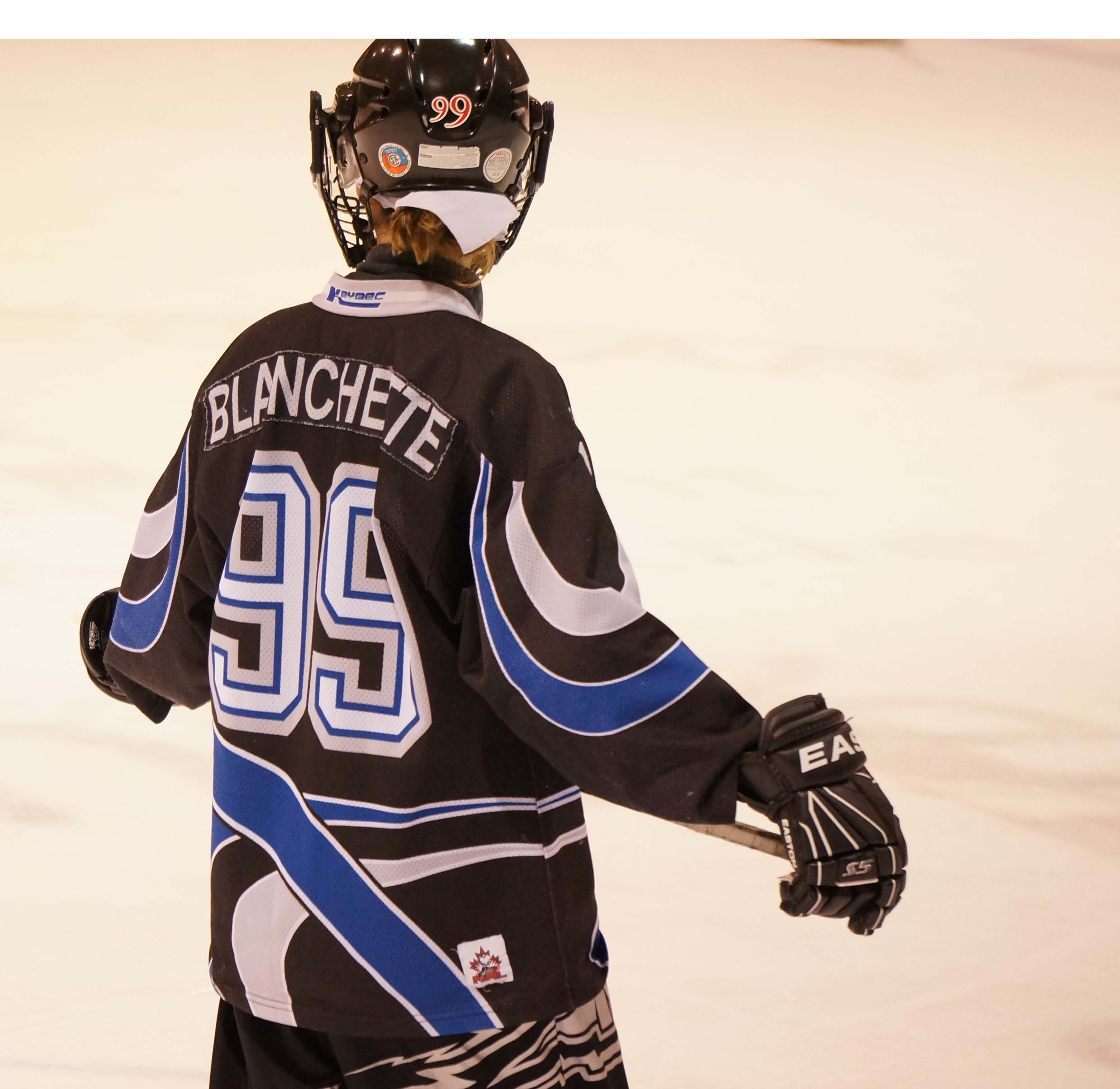
بلانشيت مع مونتريال ميشن، موسم الدوري الوطني للرینجیت 2012.
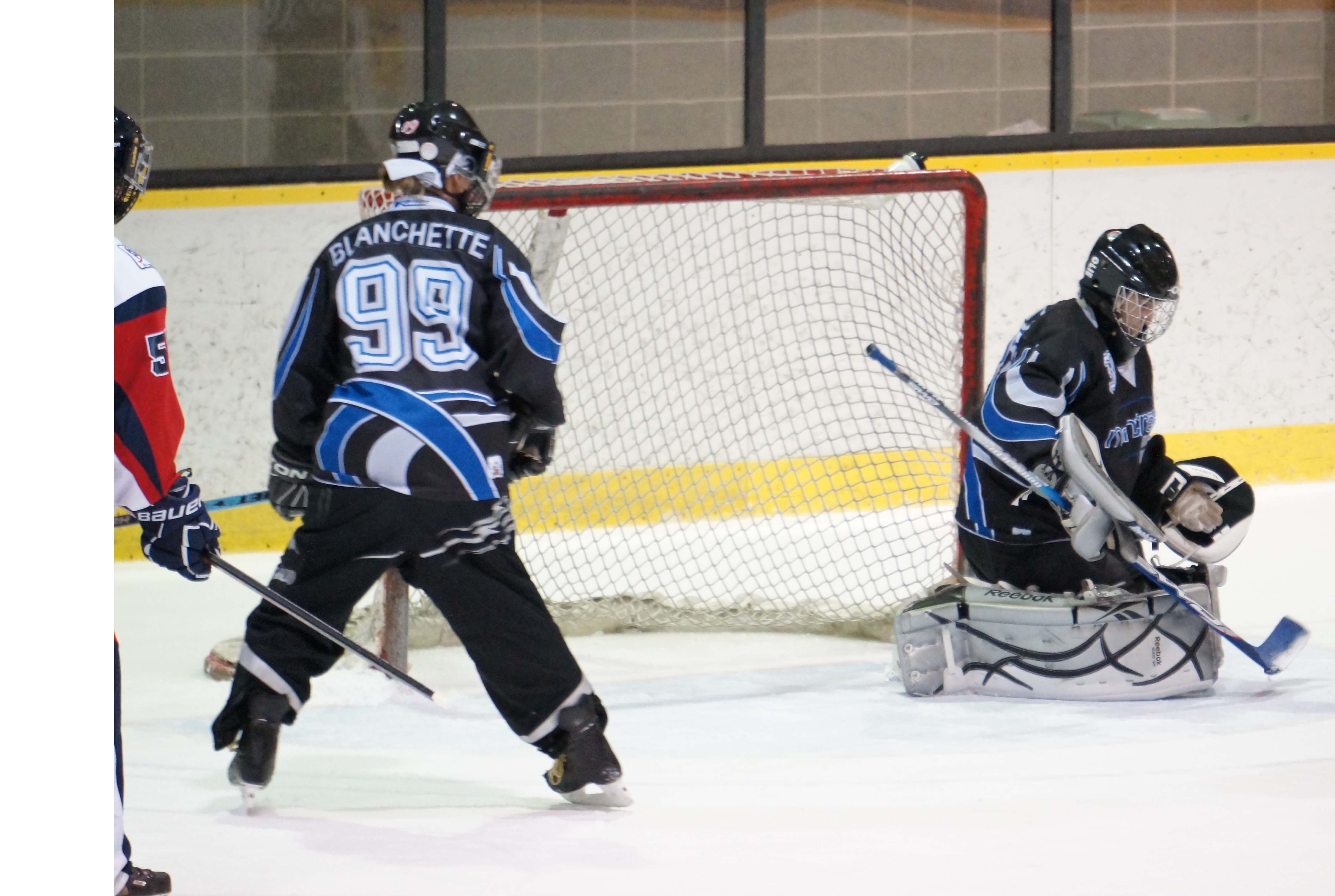
بلانشيت مع مونتريال ميشن، موسم الدوري الوطني للرینجیت 2012.

## مواقع أخرى
- ملف جولي بلانشيت لمهمة مونتريال
- ملف جولي بلانشيت للفريق الوطني الكندي
- نجمة في فيلم "ويست إند" "المراقب" في 26 أبريل 2007.